# Glypta crebraria
Glypta crebraria är en stekelart som beskrevs av Dasch 1988. Glypta crebraria ingår i släktet Glypta och familjen brokparasitsteklar. Inga underarter finns listade i Catalogue of Life.